# Martti Koskenniemi
Martti Antero Koskenniemi (nacido 18 Marcha 1953) es un exdiplomático y abogado internacional finlandés. Actualmente es profesor de Derecho Internacional en la Universidad de Helsinki y Director del Instituto Erik Castrén de Derechos humanos y Derecho Internacional, así como Profesor Centennial en el Departamento de Derecho de la Escuela de Londres de Economía. Es conocido por su aproximación crítica al derecho internacional. En 2014 fue elegido Miembro de la Academia Británica. Koskenniemi es actualmente Profesor en la Academia de Finlandia. Es miembro del Instituto de Derecho Internacional.